# Ушен, Патрик
Патрик Ушен (фр. Patrick Ouchène, род. 5 декабря 1966 года в Брюсселе) — бельгийский музыкант, солист бельгийской рок-группы «Runnin' Wild»; известен благодаря участию на Евровидении 2009 в Москве.

## Евровидение 2009
17 февраля 2009 года по итогам закрытого внутреннего отбора Бельгия назвала Патрика Ушена своим представителем на Евровидении-2009. Певец собирался представить свою страну на предстоящем конкурсе с песней «Copycat» (рус. Подражатель). Как утверждал сам певец, его песня — дань уважения Элвису Пресли, чьим фанатом он является и кого он будет «изображать» в своём номере.
Музыкант выступил в первом полуфинале конкурса. Выступление оказалось неудачным: получив всего один балл от Армении, Патрик финишировал семнадцатым (опередив только Gipsy.cz из Чехии, не получивших ни одного балла).